# Тоша Анастасиевич
Тоша Анастасиевич (на сръбски: Тоша Анастасијевић или Toša Anastasijević) е сръбски театрален актьор.

## Биография
Роден е на 28 февруари 1851 година в южномакедонското село Търново, тогава в Османската империя. Завършва право във Висшето училище в Белград. Жени се за актрисата Евица Матич, щерка на актрисата Милка Гъргурова. В 1869 година дебютира на сцената на Народния театър в Белград, а от следната 1870 година успоредно с играта на сцена учи в Актьорското училище. През юни 1874 година става писар и архивар на театралните дела, а от октомври 1883 до 1894 година е секретар на Народния театър в Белград. В 1894 година закратко играе в Сръбския народен театър. Играе и драматични и характерни роли.
Умира в Белград на 30 ноември 1895 година.
Известни роли на Тасич са Маринко в „Джидо“ на Янко Веселинович, Дражич в „Любовно писмо“ на Джон Томас Уилямс, Глостър в „Крал Лир“ на Шекспир, Ландри в „Скара“ по Жорж Санд, Потишон в „Старият капрал“ на Шарл-Филип Диманоар.